# Golgo 13: Top Secret Episode
Golgo 13: Top Secret Episode (ゴルゴ13 第一章神々の黄昏?, Gorugo Sātīn Dai-Isshō Kamigami no Tasogare) è un videogioco d'azione del 1988 sviluppato e pubblicato da Vic Tokai per Nintendo Entertainment System. Basato sul manga Golgo 13, il protagonista del gioco è l'assassino Duke Togo (noto come "Golgo 13"). Il videogioco ha ricevuto un seguito dal titolo The Mafat Conspiracy.

## Trama
Un elicottero esplode nei cieli di New York. A bordo trasportava l'ultima arma da guerra biologica sviluppata segretamente dalla CIA, il cui nome è "Cassandra-G". Un vaccino e i piani dell'arma sono stati rubati tra i rottami dell'elicottero. Nel corso delle indagini viene rinvenuto un bossolo sparato da un M16, arma con cui l'elicottero è stato abbattuto. L'indagine si conclude con l'attribuzione dell'attacco a Golgo-13, il super-cecchino che, secondo un altro rapporto della cia, sarebbe in contatto col KGB. In queste circostanze, il caso viene dichiarato un incidente, per poter cercare così l'arma rubata. Un rappresentante della organizzazione segreta internazionale, FIXER, porta un messaggio nel quale ritiene che la vicenda sia opera dell'Impero DREK e non di Golgo-13. Dopodiché, il rappresentante scompare. La situazione diventa sempre più misteriosa. Un uomo che si fa chiamare "Condor" accetta di aiutare il FIXER. A Berlino Est, perché Condor ha ricevuto alcune informazioni su Cassandra-G, CIA, KGB, e anche DREK stanno minacciando la sua vita. Su richiesta di FIXER, Golgo-13 entra in azione, assistito dal loro agente Cherry Grace: la missione è ottenere informazioni sul vaccino da Condor ed eliminare il leader del gruppo DREK.

## Modalità di gioco
Il gameplay di Golgo 13 è principalmente quello di un videogioco d'azione, sebbene siano presenti sezioni da sparatutto in prima persona. Nel gioco sono presenti labirinti in 2.5D da attraversare in una visuale in prima persona e sezioni a scorrimento verticale, anche subacquee. Nel manuale di gioco sono presenti le mappe dei labirinti.
L'energia di Duke comincia a 200 e scende gradualmente; per ripristinarla ci sono diversi metodi, tra cui uccidere i nemici, che farà anche recuperare proiettili.
Nel compiere la sua missione, Duke dovrà attraversare numerose località, tra cui Berlino Est, Atene e l'isola Alessandro I in Antartide. Il gioco è diviso il 13 atti, ognuno dei quali prende nome da un film.
- Atto 1 – The Iron Curtain
- Atto 2 – The Moving Target
- Atto 3 – River of No Return
- Atto 4 – A Farewell to Arms
- Atto 5 – Spartacus
- Atto 6 – The Third Man
- Atto 7 – Sleeping Beauty
- Atto 8 – All About Eve
- Atto 9 – Apocalypse Now
- Atto 10 – From Here to Eternity
- Atto 11 – The Godfather
- Atto 12 – In the Twilight
- Atto 13 – And Then There Were None

Gli atti sono destinati ad essere giocati come se si trattasse di un numero limitato di episodi in una serie televisiva: dopo 52 vite perse, infatti, il gioco si resetterà automaticamente, tornando alla schermata del titolo.

## Censura
La politica di Nintendo of America del tempo portò molti titoli a subire censure più o meno pesanti prima della distribuzione in territorio americano, e Golgo 13 non fu un'eccezione. 
 Nella versione giapponese l'organizzazione nemica, nota come "impero DREK", è in realtà il risorto regime nazista. Inoltre Smirk, leader di DREK e boss finale del gioco, è chiaramente una versione cyborg di Adolf Hitler. Uno dei file che Duke trova in Grecia è timbrato con una svastica, ovviamente rimossa nella versione americana. Inoltre nella versione occidentale Duke non è un assassino, ma un agente governativo.

### Temi sessuali, violenza, fumo
Golgo 13 è stato uno dei primi videogiochi per NES a contenere grafiche violente, scene di sesso e di assunzione di droge. Piuttosto insolito, visto che al tempo le severe linee guida di Nintendo of America impedivano la pubblicazione di tali contenuti sui suoi sistemi. Anche se le rappresentazioni sono state attenuate dalle controparti originali giapponesi e limitate dalla tecnologia 8-bit del NES, non è chiaro il motivo per cui questi contenuti sono stati pubblicati senza censure.
Per esempio, nei labirinti e nella parte in "modalità cecchino" a Berlino Est, i nemici sono mostrati brevemente sanguinare dalla testa quando vengono uccisi, nonostante il divieto di violenza grafica e sangue.
All'inizio della missione in Grecia, se il giocatore raggiunge tutti i luoghi corretti e poi torna indietro fino all'inizio del livello, un pacchetto di sigarette comparirà a terra. Avvicinandosi e raccogliendolo, Duke verrà mostrato nell'atto di fumare, e la sua salute verrà ripristinata.
La versione giapponese include una sequenza alternativa (che richiede al giocatore di "premere il tasto B e avere i bambini con lo sguardo lontano dallo schermo") in cui Cherry si toglie i vestiti, rimanendo con solo le mutandine addosso per qualche secondo.
Nel sequel, The Mafat Conspiracy, le scene sono ancora più dettagliate graficamente, prendendo in considerazione la tecnologia del tempo.